# Рио-Колорадо
Ри́о-Колора́до (исп. Río Colorado — красная река) — река в Аргентине, на севере Патагонии. Длина свыше 1200 км.

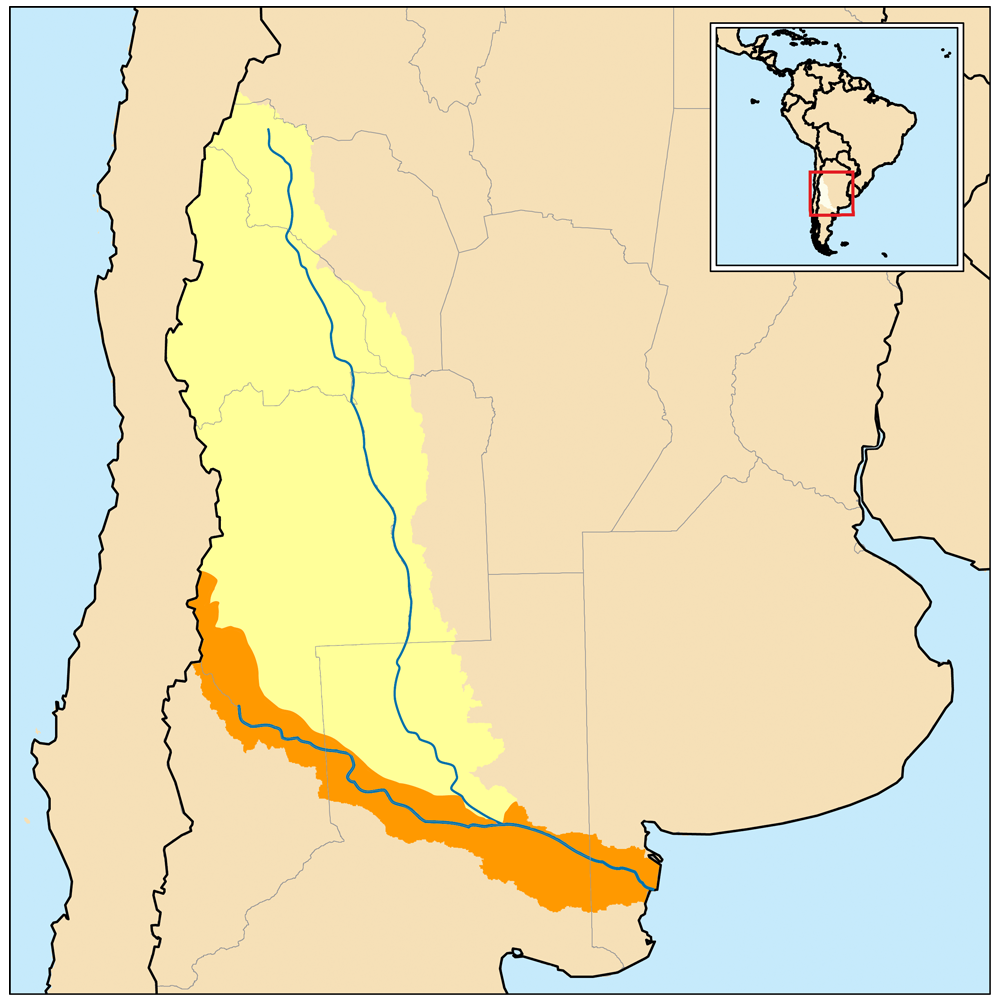
Рио-Колорадо отмечена оранжевым

Образуется при слиянии рек Рио-Гранде и Барранкас, истоки которых находятся на восточных склонах Анд. В глубокой и широкой долине пересекает засушливую область северной Патагонии, местами образует каньон. При впадении в залив Баия-Бланка Атлантического океана образует дельту. Почти параллельно немного южнее протекает Рио-Негро.
В верхнем течении реки имеются пороги, у низовьях течение спокойное. Питание ледниково-снеговое, главный паводок весной. На реке расположены несколько озёр, способствующие её гидроэнергетическому использованию.
Площадь бассейна около 350 тыс. км²; средний расход воды в устье 140 м³/с. Судоходна на 320 км от устья. Вокруг Рио-Колорадо на орошаемых землях есть очаги сельскохозяйственного земледелия.

## Притоки
- Десагуадеро
- Курако — левый приток.